# لیک الوما (اکلاهما)
لیک الوما(به انگلیسی: Lake Aluma) شهری در ایالت اکلاهما کشور ایالات متحده آمریکا است که جمعیت آن در سرشماری سال ۲۰۱۰ میلادی، ۸۸ نفر بوده‌است.